# Museu de les Tres Gorges

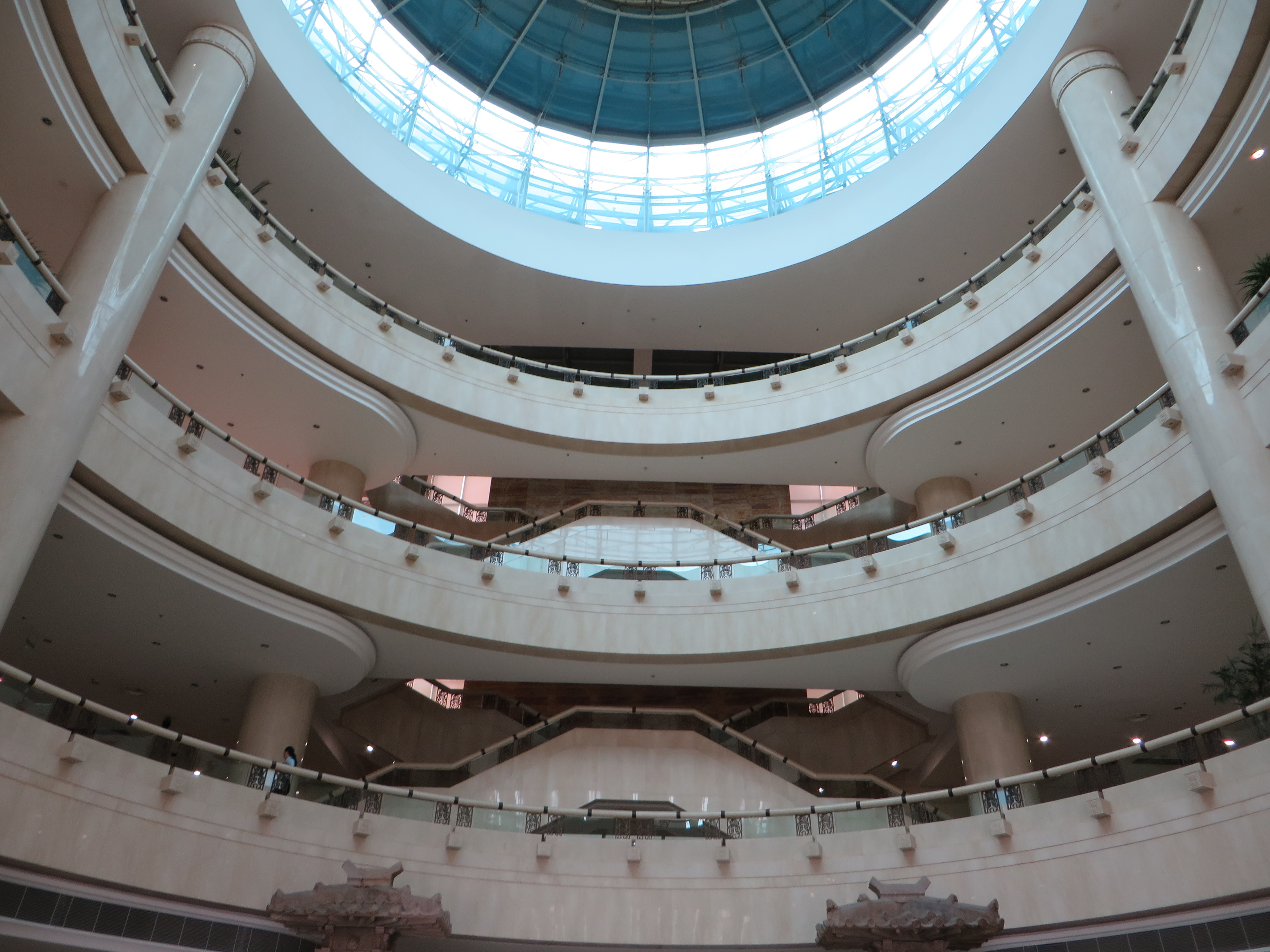
Atri del Museu de les Tres Gorges.

El museu de les Tres Gorges és un museu en el districte de Yuzhong de Chongqing, Xina, sobre les Tres Gorges i Chongqing.
El museu cobreix una àrea de 42.497 m². El centre de convencions cobreix 23.225 m². Hi ha quatre seccions principals:
1. Les Glorioses Tres Gorges;
2. Antiga Ba-Yu – història antiga de Chongqing;
3. Chongqing: el camí de la ciutat – història del segle xx;
4. La Guerra Antijaponesa (1937–1945).[1]